# En kung i New York
En kung i New York är en brittisk film av den brittiske skådespelaren och regissören Charlie Chaplin. Den kom på bio i Storbritannien 1957 men i USA inte förrän 1972 då Chaplin hade blivit utvisad från USA. Filmen handlar om den fiktive kungen Shadov (spelad av Charlie Chaplin) som åker till New York på grund av uppror i sitt land. Där lär han känna pojken John, vars föräldrar är kommunister, och blir god vän med honom.